# Papelaria

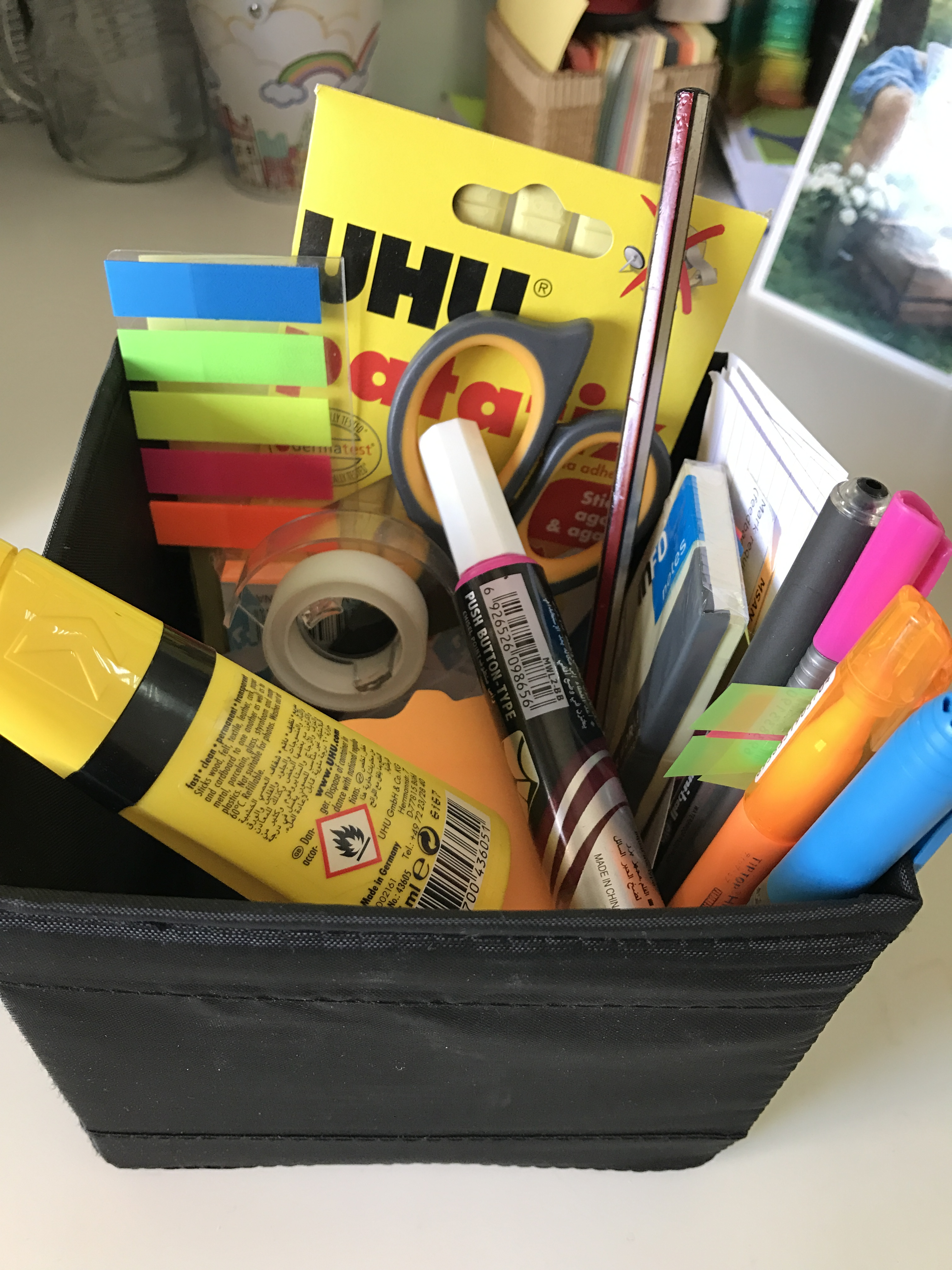
Diferentes itens de papelaria usados em um escritório

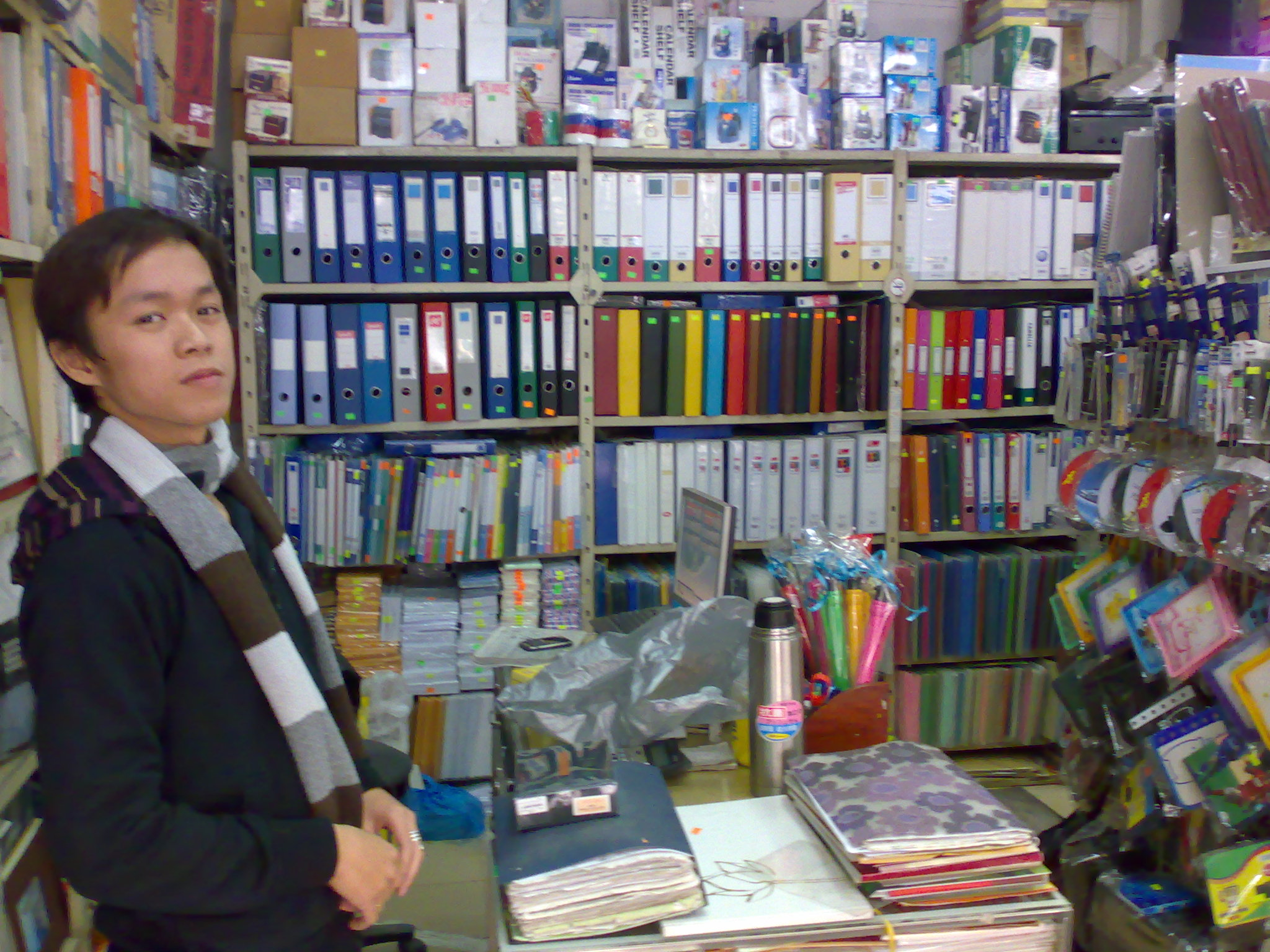
Dentro de uma loja de papelaria em Hanoi

Papelaria refere-se a materiais de escrita fabricados comercialmente, incluindo papel, envelopes, instrumentos de escrita e outros materiais de escritório. Inclui materiais para serem escritos à mão (como folhas de papel) ou por equipamentos como impressoras de computador.

## História da papelaria
Originalmente, o termo 'papelaria' referia-se a todos os produtos vendidos por uma loja de papelaria, cujo nome indicava que sua livraria estava em um local fixo. Isso geralmente era em algum lugar perto de uma universidade e permanente, enquanto o comércio medieval era realizado principalmente por mascates itinerantes (incluindo chapmen, que vendiam livros) e outros (como agricultores e artesãos) em mercados e feiras. Foi um termo único usado entre os séculos XIII e XV na cultura manuscrita. As papelarias eram lugares onde os livros eram encadernados, copiados e publicados. Essas lojas muitas vezes emprestavam livros para estudantes de universidades próximas mediante o pagamento de uma taxa. Os livros eram emprestados em seções, permitindo que os alunos os estudassem ou copiassem, e a única maneira de obter a próxima parte do livro era devolver a seção anterior. Em alguns casos, as papelarias tornaram-se a escolha preferida para os estudiosos encontrarem livros, em vez das bibliotecas universitárias devido à maior coleção de livros das papelarias. A Stationers' Company anteriormente detinha o monopólio da indústria editorial na Inglaterra e era responsável pelas regulamentações de direitos autorais.

## Material escolar
Muitas lojas que vendem artigos de papelaria também vendem outros materiais escolares para alunos do ensino fundamental e médio, incluindo calculadoras de bolso, notas adesivas, bússolas e transferidores, lancheiras e similares.